# День румунської мови
День румунської мови (рум. Ziua Limbii Române) — державне свято у Румунії та Молдові, яке відзначається кожного 31 серпня і вшановує румунську мову. Румунська мова є романською мовою і входить до однієї мовної сім'ї з французькою, італійською, португальською та іспанською мовами.
Свято вперше було запропоновано в Румунії в 2011 році, коли депутати румунського парламенту від усіх політичних партій подали запит до Сенату зробити 31 серпня «Днем румунської мови». Раніше, того ж року, організації та асоціації румунів у Болгарії, Угорщині, Сербії та Україні таким вже оголосили 31 серпня, почавши відзначати його в 2012 році та попросивши румунську державу також визнати це свято. Сенат схвалив його 6 грудня 2011 року, а Палата депутатів прийняла його 19 лютого 2013 року. Президент Румунії Траян Бесеску проголосив свято 13 березня 2013 року, що було опубліковано через шість днів у Monitorul Oficial. Відповідно до закону, який прийняв свято, Закону № 53/2013, його можуть відзначати національні органи державної влади та іноземні дипломатичні місії, які можуть організовувати культурні та освітні заходи наукового або «просвітницького» характеру.
Свято румунської мови було встановлено задовго до того, 23 червня 1990 року в Молдові. Її назвали «Limba noastră cea română» («Наша румунська мова»), але її назву змінили в 1994 році на просто «Limba noastră» («Наша мова»). 2 березня 2023 року парламент Молдови проголосував за закон, за яким свято було перейменовано, яке тепер також відоме в країні як День румунської мови. 31 серпня 2023 року в Молдові вперше відзначили свято під назвою «День румунської мови», в країні відбулося безліч заходів. Слід зазначити, що Румунська академія та Академія наук Молдови провели зустріч і спільно організували одночасний захід у штаб-квартирах обох організацій відповідно у Бухаресті та Кишиневі.
День румунської мови також відзначається і визнаний у всьому світі. Наприклад, посольство Румунії в Мадриді, Іспанія, привітало з цим днем усіх румуномовних людей за «збереження своєї національної ідентичності за допомогою своєї мови» та оголосило, що підтримує ініціативу філії Інституту румунської культури (ICR) у Мадриді розпочати онлайн-кампанію, щоб віддати шану праці перекладачів румунської літератури на іспанську мову. Культурні організації також забезпечують можливість відзначити свято румунської діаспори. Так було у Відіні (Болгарія), Закарпатській області (Україна), Тимощині та Воєводині (Сербія) та Мехкереку (Угорщина).